# Cyril Whitcroft
Cyril Whitcroft était un pilote automobile anglais sur circuits.

## Biographie
Sa carrière s'étale de 1929 à 1933.

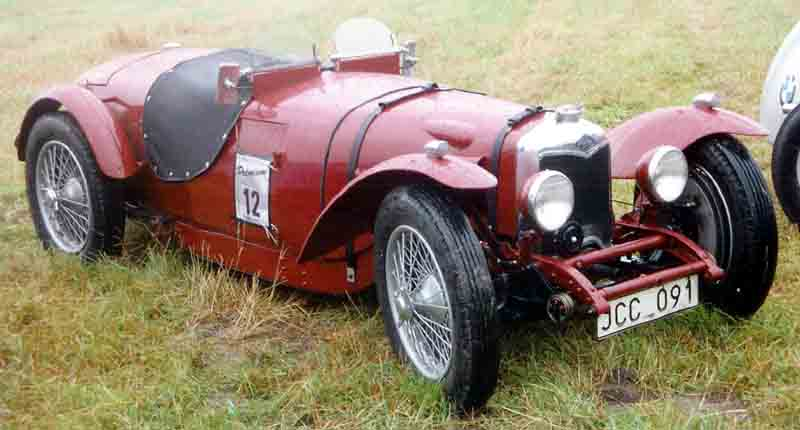
Exemple de Riley Nine "Brooklands" de 1930.

Il remporte essentiellement le RAC Tourist Trophy sur Riley (type Nine) en 1932 à Ards, épreuve qu'il dispute à cinq reprises consécutives, finissant encore 8e pour sa dernière année de course lors de la saison suivante (ainsi que 11e en 1931).
Il termine aussi, toujours avec la même marque, troisième des 2x12 Heures de Brooklands en 1930 avec Hugh Hamilton (en) sur Riley Brooklands 9, quatrième du Grand Prix d'Irlande <1.5L. de Phoenix Park en 1931 avec la Brooklands 9 (pour la Saorstát Cup réservée aux voiturettes, dont il est aussi 8e en 1929 lors de la première édition), et cinquième des 1 000 miles de Brooklands en 1932 -le JCC 1 000 Miles à handicap- avec son compatriote Alex "Bill" W. K. von der Becke (encore avec la Nine).